# Musca xanthomelas
Musca xanthomelas este o specie de muște din genul Musca, familia Muscidae, descrisă de Christian Rudolph Wilhelm Wiedemann în anul 1824. Conform Catalogue of Life specia Musca xanthomelas nu are subspecii cunoscute.